# Meindert Boekel
Meindert Boekel (Amsterdam, 15 september 1914 - Hilversum, 2 mei 1989) was een Nederlands componist en dirigent.

## Levensloop

### Opleiding
Op 11-jarige leeftijd kreeg Meindert Boekel te Hoorn bij Evert Koning orgel- en harmonielessen. Reeds als 13-jarige werd hij aangesteld tot organist van de Herstelde Evangelisch Lutherse gemeente in Hoorn. Zijn studie deed hij aan het Conservatorium van Amsterdam bij Cornelis de Wolff en Anthon van der Horst in het vak orgel alsook bij Ernest Willem Mulder voor harmonieleer en contrapunt.

### Carrière
In 1937 werd hij organist aan de Nieuwe Waalse Kerk in Amsterdam. Na de Tweede Wereldoorlog dirigeerde hij het Amsterdams Vocaal Ensemble en in 1946 werd hij organist en koor-dirigent bij de NCRV-Radio in Hilversum. Later werd hij dirigent bij de Nederlandse Omroep Stichting N.O.S. in Hilversum van het Groot Omroepkoor en bleef daar tot zijn pensionering. Verder was hij dirigent van bekende andere koren zoals Soli Deo Gloria, Hoorn; Koninklijke Christelijke Oratorium Vereniging Excelsior (KCOV Excelsior) met als hoogtepunt uitvoeringen van de Mattheuspassion en de Messiah in het Concertgebouw te Amsterdam; alsmede harmonie, fanfare en brassband-orkesten, en in het bijzonder, bij de Nationale Brass Band. In 1979 werd hij benoemd tot Ridder in de Orde van Oranje-Nassau.

### Prijzen
Hij had ook nog tijd om te componeren voor koren en HaFaBra-orkesten. In 1950 werd hij onderscheiden met de compositieprijs van de Stad Amsterdam en 1964 won hij de Hilvarenbeekse Muziekprijs met zijn Symfonische scène Saint David, voor harmonieorkest.

## Composities

### Werken voor Harmonie- en fanfareorkest en brassband
- 1947 Scherzo[1]
- 1947-1948 Suite Classique
  1. Intrada
  2. Air
  3. Finale
- 1953 New Orleans
- 1954 Tableaux des Vosges
  1. Le lac de Retournemer
  2. Le Saut des Cuves
  3. La chapelle de Labaroche
  4. La Roche du Diable
- 1956 Harlem Shadows, ouverture
- 1957 Concertino, voor piano en harmonieorkest
  1. Moderato
  2. Larghetto-quasi recitativo
  3. Allegro spirituoso
- 1958 Fantasie sur trois Noëls
- 1963 Grand Cañon du Verdon
- 1964 Valerius Suite
  1. Hoe groot en hoe vervaerlic Staet nu ons leven vol verdriet
  2. Heer ! als ick denck aen't goet Dat ghy ons menschen doet
  3. Com nu met sangh van soete tonen, En u met snarenspel verblyt
  4. Merck toch hoe nu int werck sich al steld
- 1964 Saint David, Symfonische scène
- 1965 Marcia Funèbre
- 1968 Die Koppenbrüllerhöhle Suite
- 1971 Three Motions
  1. Maestoso ma moderato
  2. Allegretto
  3. Allegro vivace
- 1971 The Spirit of Life
- 1977 Two Sinfonic Interludes
  1. Andante espressivo
  2. Allegro con spirito
- 1980 Lamento Pacis voor fanfare-orkest
- 1980 Suite Romantique, voor harmonieorkest
  1. Prélude
  2. Sérénade
  3. Nocturne
  4. Rondo
- 1980 Noëls de France
- 1984 Veni Creator Spiritus voor mannenkoor en harmonie- of fanfare-orkest
- 1986 Te Deum voor koor en harmonie- of fanfare-orkest
- A Simple Serenade
  1. Moderato
  2. Allegretto
  3. Allegro ma non troppo
- Prelude - Op een Paaslied uit de 12e eeuw

### Overige composities (selectie)
- 1950 Valerius fantasie, voor orkest
- 1952 Hoop, hoorspelmuziek voor koor en orkest
- 1955 Wachter op de heil'ge muren, koraalcantate
- 1964 Cantate, voor kinderkoor, koor en orkest (t.g.v. 40 jaar NCRV)